# Nino Bibbia
Nino Bibbia (15. března 1922 Bianzone – 28. května 2013 Svatý Mořic) byl italský sportovec, vítěz závodu skeletonistů na Zimních olympijských hrách 1948.
Od dětství žil ve Švýcarsku, kde pracoval v otcově obchodu s ovocem a věnoval se skeletonu, lednímu hokeji a skokům na lyžích. Na olympiádě ve Svatém Mořici v roce 1948 reprezentoval Itálii v soutěži bobistů, kde obsadil šesté místo na čtyřbobu a osmé místo na dvojbobu, a vyhrál závod skeletonistů na trati Cresta Run. Porazil o 1,4 sekundy Američana Johna Heatona, který získal stříbrnou medaili už při olympijské premiéře tohoto sportu v roce 1928. Vybojoval tak pro Itálii první zlatou medaili ze zimní olympiády.
Byl také mistrem Itálie i Švýcarska v sáňkařském sportu. Aktivně sportoval až do věku 73 let, absolvoval přes tisíc závodů a 232 z nich vyhrál. Na trati Cesana Pariol, kde se konaly Zimní olympijské hry 2006, je po něm pojmenována desátá zatáčka, na jeho počest se také koná závod Nino Bibbia Challenge Cup.